# Індекс долара

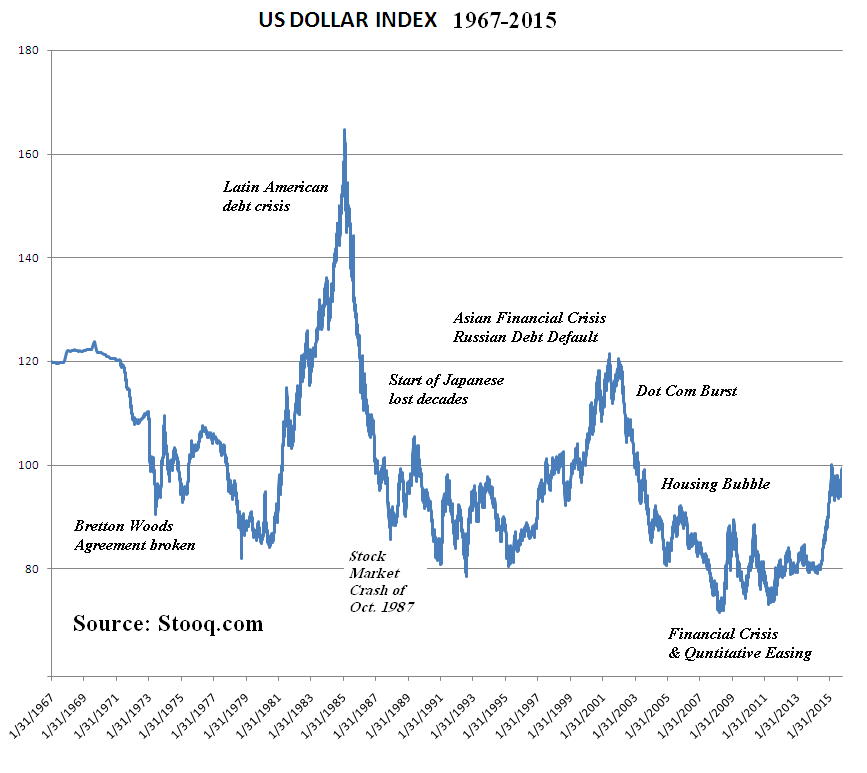
Графік величини Індексу долара з позначенням основних фінансових подій

Індекс долара (англ. The U.S. Dollar Index, (USDX, DXY, DX)) — індекс, що показує відношення долара США до кошика з шести валют основних торговельних партнерів США: Євро (EUR), Єна (JPY), Фунт стерлінгів (GBP), Канадський долар (CAD), Шведська крона (SEK) і Швейцарський франк (CHF).
Торги по індексу долара (як по ф'ючерсу) йдуть цілодобово на біржах компанії Intercontinental Exchange.
На сьогодні точність індексу долара як міри вартості валюти США дещо знизилася оскільки змінилася структура зовнішньої торгівлі США. Від 1973 року зріс вплив валют таких нових індустріальних країн як КНР, Мексика, Південна Корея, Індія та Бразилія, які не представлені в індексі.

## Розрахунок
Індекс розраховується як середнє геометричне зважене цих валют за формулою:
{\displaystyle USDX=50,14348112*USDEUR^{0,576}*USDJPY^{0,136}*USDGBP^{0,119}*USDCAD^{0,091}*USDSEK^{0,042}*USDCHF^{0,036}},
де ступеневі коефіцієнти відповідають вазі валют у кошику:
- Євро — 57,6%;
- Єна — 13,6%;
- Фунт стерлінгів — 11,9%;
- Канадський долар — 9,1%;
- Шведська крона — 4,2%;
- Швейцарський франк — 3,6%.

Перший коефіцієнт у формулі призводить значення індексу до 100 на дату початку відліку — березень 1973 року, коли основні валюти почали вільно котируватися один щодо одного. До введення євро у 1999, її теперішню частку (57,6%) містили такі валюти-попередники євровалюти як Німецька марка (20,8%), Французький франк (13,1%), Італійська ліра (9,0%), Нідерландський гульден (8,3%) та Бельгійський франк (6,4%).